# (38061) 1999 DJ1
1999 دي جاي 1 (ويعرف أيضًا باسم (38061) 1999 دي جاي 1 وفق تسمية الكوكب الصغير) (بالإنجليزية: 1999 DJ1)‏ هو كويكب ضمن حزام الكويكبات؛ وترتيبه 38061 من حيث الاكتشاف.
اكتُشف هذا الجُرم الفلكي بواسطة بحث لنكولن عن الكويكبات القريبة من الأرض في 17 فبراير 1999.

## وصلات خارجية
- (38061) 1999 DJ1 في قاعدة بيانات مختبر الدفع النفاث لأجرام النظام الشمسي الصغيرة

- الاكتشاف · مخطط المدار ·  العناصر المدارية · المعلمات المادية

- (38061) 1999 DJ1 على موقع ويكي سكاي: DSS2, SDSS, GALEX, IRAS, Hydrogen α, X-Ray, Astrophoto, Sky Map, Articles and images